# Campeonato Brasileiro Série C 2024
Il Campeonato Brasileiro Série C 2024 è stata la 34ª edizione del Campeonato Brasileiro Série C. C'è stato un cambiamento rispetto alla Prima fase, invece di due gironi da dieci club, ora in un unico girone

## Squadre partecipanti
| Squadra        | Città                 | Stato               |
| -------------- | --------------------- | ------------------- |
| ABC            | Natal                 | Rio Grande do Norte |
| Aparecidense   | Aparecida de Goiânia  | Goiás               |
| Athletic       | São João del-Rei      | Minas Gerais        |
| Botafogo-PB    | João Pessoa           | Paraíba             |
| Caxias         | Caxias do Sul         | Rio Grande do Sul   |
| Confiança      | Aracaju               | Sergipe             |
| CSA            | Maceió                | Alagoas             |
| Ferroviária    | Araraquara            | Piauí               |
| Ferroviário-CE | Fortaleza             | Ceará               |
| Figueirense    | Florianópolis         | Santa Catarina      |
| Floresta       | Fortaleza             | Ceará               |
| Londrina       | Londrina              | Paraná              |
| Náutico        | Recife                | Pernambuco          |
| Remo           | Belém                 | Pará                |
| Sampaio Corrêa | São Luís              | Maranhão            |
| São Bernardo   | São Bernardo do Campo | San Paolo           |
| São José-RS    | Porto Alegre          | Rio Grande do Sul   |
| Tombense       | Tombos                | Minas Gerais        |
| Volta Redonda  | Volta Redonda         | Rio de Janeiro      |
| Ypiranga-RS    | Erechim               | Rio Grande do Sul   |

## Allenatori
| Squadra        | Allenatore                                   |
| -------------- | -------------------------------------------- |
| ABC            | - Marcelo Cabo - Roberto Fonseca             |
| Aparecidense   | - Lúcio Flávio - Emerson Ávila               |
| Athletic       | - Roger Silva                                |
| Botafogo-PB    | - Evaristo Piza                              |
| Caxias         | - Argel Fucks - Thiago Gomes                 |
| Confiança      | - Gerson Gusmão - Mazola Júnior              |
| CSA            | - Cristian de Souza - Higo Magalhães         |
| Ferroviária    | - Vinícius Bergantin - Júnior Rocha          |
| Ferroviário-CE | - Maurício Copertino - Paulinho Kobayashi    |
| Figueirense    | João Burse                                   |
| Floresta       | - Felipe Surian - Marcelo Cabo               |
| Londrina       | - Emerson Ávila - Claudinei Oliveira         |
| Náutico        | - Allan Aal - Mazola Júnior - Bruno Pivetti  |
| Remo           | - Gustavo Morínigo - Rodrigo Santana         |
| Sampaio Corrêa | - Thiago Gomes - Zé Augusto - Felipe Surian  |
| São Bernardo   | - Ricardo Catalá                             |
| São José-RS    | - China Balbino - Pingo - Rogério Zimmermann |
| Tombense       | - Raul Cabral                                |
| Volta Redonda  | - Rogério Corrêa                             |
| Ypiranga-RS    | - Thiago Carvalho                            |

## Prima fase
|  | Pos. | Squadra        | Pt | G  | V  | N | P  | GF | GS | DR  |
|  | ---- | -------------- | -- | -- | -- | - | -- | -- | -- | --- |
|  | 1    | Botafogo-PB    | 41 | 19 | 12 | 5 | 2  | 33 | 21 | +12 |
|  | 2    | Athletic       | 40 | 19 | 12 | 4 | 3  | 39 | 21 | +18 |
|  | 3    | Ferroviária    | 36 | 19 | 9  | 9 | 1  | 22 | 9  | +13 |
|  | 4    | São Bernardo   | 35 | 19 | 10 | 5 | 4  | 29 | 16 | +13 |
|  | 5    | Volta Redonda  | 34 | 19 | 10 | 4 | 5  | 30 | 28 | 2   |
|  | 6    | Ypiranga-RS    | 31 | 19 | 9  | 4 | 6  | 22 | 18 | 4   |
|  | 7    | Londrina       | 29 | 19 | 7  | 8 | 4  | 24 | 21 | 3   |
|  | 8    | Remo           | 26 | 19 | 8  | 2 | 9  | 21 | 23 | -2  |
|  | 9    | Náutico        | 25 | 19 | 6  | 7 | 6  | 34 | 25 | 9   |
|  | 10   | CSA            | 24 | 19 | 6  | 7 | 6  | 22 | 26 | -4  |
|  | 11   | Figueirense    | 24 | 19 | 6  | 6 | 7  | 19 | 21 | -2  |
|  | 12   | Tombense       | 23 | 19 | 5  | 8 | 6  | 22 | 21 | 1   |
|  | 13   | Confiança      | 22 | 19 | 6  | 4 | 9  | 20 | 22 | -2  |
|  | 14   | ABC            | 22 | 19 | 5  | 7 | 7  | 18 | 20 | -2  |
|  | 15   | Caxias         | 21 | 19 | 6  | 3 | 10 | 20 | 27 | -7  |
|  | 16   | Floresta       | 19 | 19 | 5  | 4 | 10 | 15 | 27 | -12 |
|  | 17   | Sampaio Corrêa | 19 | 19 | 4  | 7 | 8  | 16 | 21 | -5  |
|  | 18   | Aparecidense   | 16 | 19 | 3  | 7 | 9  | 18 | 28 | -10 |
|  | 19   | Ferroviário-CE | 15 | 19 | 3  | 6 | 10 | 19 | 38 | -19 |
|  | 20   | São José-RS    | 11 | 19 | 2  | 5 | 12 | 12 | 22 | -10 |

Legenda:
     Ammesse alla Seconda fase
     Retrocesse in Série D 2025
Note:
Tre punti a vittoria, uno a pareggio, zero a sconfitta.
|                | ABC | APA | ATH | BPB | CAX | CON | CSA | AFE | FAC | FIG | FLO | LON | NAU | REM | SAM | SBE | SJO | TOM | VRE | YPI |
| -------------- | --- | --- | --- | --- | --- | --- | --- | --- | --- | --- | --- | --- | --- | --- | --- | --- | --- | --- | --- | --- |
| ABC            | —   | 3–1 | —   | —   | —   | —   | 0–2 | —   | —   | —   | 1–0 | 0–2 | 0-3 | 3–1 | —   | 1–1 | 0–0 | 1–0 | 0–1 | —   |
| Aparecidense   | —   | —   | —   | —   | —   | —   | 0–1 | —   | —   | —   | 1–1 | 1–2 | 2–2 | —   | 2–0 | 1–1 | —   | 2–1 | 1–1 | 0–0 |
| Athletic       | 1–0 | —   | —   | —   | —   | 3–0 | —   | —   | 3–1 | —   | —   | 2–1 | —   | 3-1 | —   | 1–4 | —   | —   | 3–2 | 3–1 |
| Botafogo-PB    | 1–0 | 4–3 | 3–1 | —   | 1–1 | 3–3 | —   | 2–0 | 1–0 | 3–2 | —   | —   | —   | 1–0 | —   | —   | 2–1 | —   | —   | —   |
| Caxias         | 2–0 | 3–0 | 0-4 | —   | —   | 1–0 | —   | 0–0 | 2–1 | 2–1 | —   | —   | —   | 2–4 | —   | —   | 1–0 | —   | —   | —   |
| Confiança      | 0–0 | 3–1 | —   | —   | —   | —   | 0–1 | —   | 1–1 | —   | —   | 1-1 | —   | 1–0 | —   | 2–0 | —   | 0-2 | 4–1 | 2–0 |
| CSA            | —   | —   | 0–5 | 1-1 | 2–1 | —   | —   | 1-1 | —   | 3–1 | 1–2 | —   | 2–2 | —   | 0–0 | —   | 1–1 | —   | —   | —   |
| Ferroviária    | 1-1 | 0–0 | 1–1 | —   | —   | 1–0 | —   | —   | —   | —   | —   | 0–0 | 2–1 | 2–1 | —   | —   | 1–0 | —   | 5–1 | —   |
| Ferroviário    | 0–4 | 2-2 | —   | —   | —   | —   | 1–1 | 0–0 | —   | —   | —   | 1–0 | —   | —   | 1–1 | —   | 3–2 | 3–3 | 0–2 | —   |
| Figueirense    | 1–1 | 2–0 | 0–0 | —   | —   | 2–0 | —   | 0–1 | 2-1 | —   | —   | 0–0 | —   | 1–0 | —   | —   | 1–1 | —   | —   | —   |
| Floresta       | —   | —   | 1–3 | 1-2 | 2–1 | 1–0 | —   | 1-4 | 1–2 | 0–2 | —   | —   | —   | —   | 1–0 | —   | —   | —   | —   | 2–2 |
| Londrina       | —   | —   | —   | 1–1 | 2–0 | —   | 2–2 | —   | —   | —   | 0–0 | —   | 3–2 | —   | 2–0 | 2–0 | —   | 3–3 | 1–1 | 0-4 |
| Náutico        | —   | —   | 2–2 | 2–0 | 2–2 | 2–1 | —   | —   | 4–1 | 4–0 | 0–1 | —   | —   | 4–1 | —   | 1-1 | —   | —   | —   | 1–2 |
| Remo           | —   | 1–0 | —   | —   | —   | —   | 2–1 | —   | 2–1 | —   | 1–0 | 3–0 | —   | —   | —   | 0–1 | —   | 0–0 | 1-2 | 1–0 |
| Sampaio Corrêa | 2–2 | —   | 3–1 | 0–1 | 2–1 | 1–0 | —   | 0–2 | —   | 1–1 | —   | —   | 1–1 | 1–2 | —   | —   | 2–0 | —   | —   | —   |
| São Bernardo   | —   | —   | —   | 1–0 | 2–0 | —   | 2–0 | 0–0 | 5–0 | 1–2 | 2–0 | —   | —   | —   | 0–0 | —   | —   | 4-2 | —   | 1–0 |
| São José-RS    | —   | 0–1 | 0–1 | —   | —   | 1-2 | —   | —   | —   | —   | 0–0 | 0–2 | 2–0 | 0–0 | —   | 3–0 | —   | —   | 1–3 | 0–1 |
| Tombense       | —   | —   | 1–1 | 1–2 | 2–1 | —   | 0–1 | 0–0 | —   | 1–1 | 3–0 | —   | 0–0 | —   | 1-0 | —   | 1-0 | —   | —   | —   |
| Volta Redonda  | —   | —   | —   | 1–3 | 1–0 | —   | 2–1 | —   | —   | 1–0 | 2-1 | —   | 2-1 | —   | 2–1 | 1–3 | —   | 1–1 | —   | 3–0 |
| Ypiranga-RS    | 1–1 | —   | —   | 2–2 | 1–0 | —   | 3-1 | 0-1 | 2–0 | 1–0 | —   | —   | —   | —   | 1–0 | —   | —   | 1–0 | —   | —   |

## Seconda fase

### Gruppo B
|  | Pos. | Squadra       | Pt | G | V | N | P | GF | GS | DR |
|  | ---- | ------------- | -- | - | - | - | - | -- | -- | -- |
|  | 1    | Volta Redonda | 12 | 6 | 3 | 3 | 0 | 8  | 4  | 4  |
|  | 2    | Remo          | 9  | 6 | 2 | 3 | 1 | 6  | 7  | -1 |
|  | 3    | Botafogo-PB   | 5  | 6 | 1 | 2 | 3 | 5  | 5  | 0  |
|  | 4    | São Bernardo  | 5  | 6 | 1 | 2 | 3 | 5  | 8  | -3 |

|               | BPB | REM | SBE | VRE |
| ------------- | --- | --- | --- | --- |
| Botafogo-PB   | —   | 3–0 | 0–0 | 0–0 |
| Remo          | 2–1 | —   | 1–0 | 0–0 |
| São Bernardo  | 1–0 | 2–2 | —   | 1–2 |
| Volta Redonda | 2–1 | 1–1 | 3–1 | —   |

### Gruppo C
|  | Pos. | Squadra     | Pt | G | V | N | P | GF | GS | DR |
|  | ---- | ----------- | -- | - | - | - | - | -- | -- | -- |
|  | 1    | Athletic    | 10 | 6 | 3 | 1 | 2 | 11 | 8  | +3 |
|  | 2    | Ferroviária | 10 | 6 | 3 | 1 | 2 | 12 | 12 | 0  |
|  | 3    | Londrina    | 7  | 6 | 2 | 1 | 3 | 11 | 12 | −1 |
|  | 4    | Ypiranga-RS | 6  | 6 | 1 | 3 | 2 | 6  | 8  | −2 |

|             | ATH | AFE | LON | YPI |
| ----------- | --- | --- | --- | --- |
| Athletic    | —   | 3–0 | 2–1 | 0–0 |
| Ferroviária | 3–2 | —   | 3–2 | 4–2 |
| Londrina    | 2–3 | 3–2 | —   | 3–2 |
| Ypiranga-RS | 2–1 | 0–0 | 0–1 | —   |

## Finale
| Squadra 1     | Totale | Squadra 2 | Andata | Ritorno |
| ------------- | ------ | --------- | ------ | ------- |
| Volta Redonda | 3 - 0  | Athletic  | 1 - 0  | 2 - 0   |